# Parque dos Aquedutos

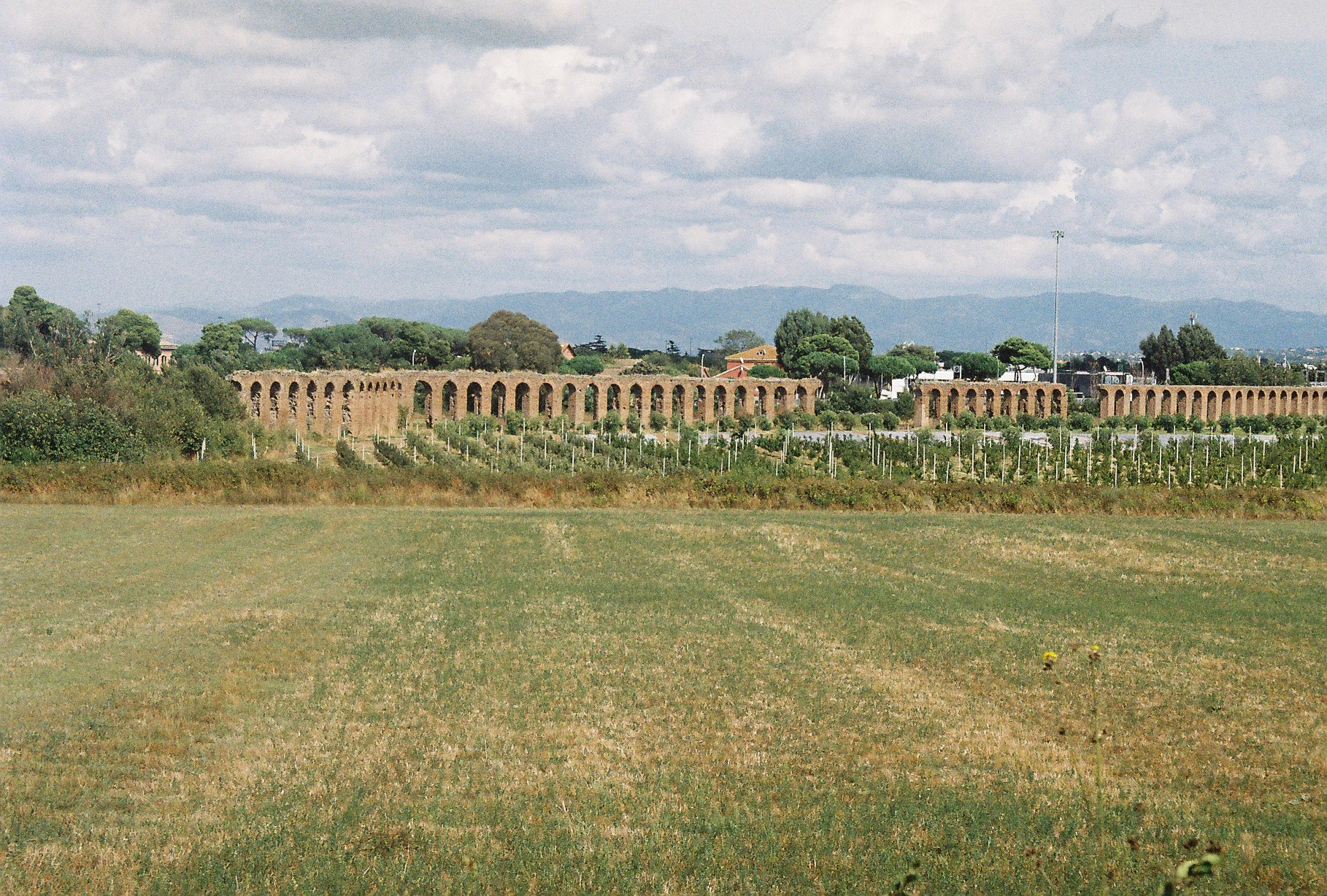
Vista da Água Cláudia com uma plantação à frente.

Parque dos Aquedutos (em italiano:  Parco degli Acquedotti)  é um parque urbano localizado no quartiere Appio Claudio de Roma, parte do Parque Regional da Ápia Antiga. Com cerca de 240 hectares, é delimitado pela Via delle Campannelle e pela linha ferroviária Roma-Cassino-Napoli.
Seu nome é uma referência à presença, acima e abaixo do nível do solo, de sete aquedutos romanos e papais no local: Água Ânio Velho (subterrâneo), Água Márcia, Água Tépula, Água Júlia, Água Feliz, Água Cláudia e Água Ânio Novo. No passado, a área era conhecida como Roma Vecchia por causa de uma casa de campo nobre de mesmo nome.

## História

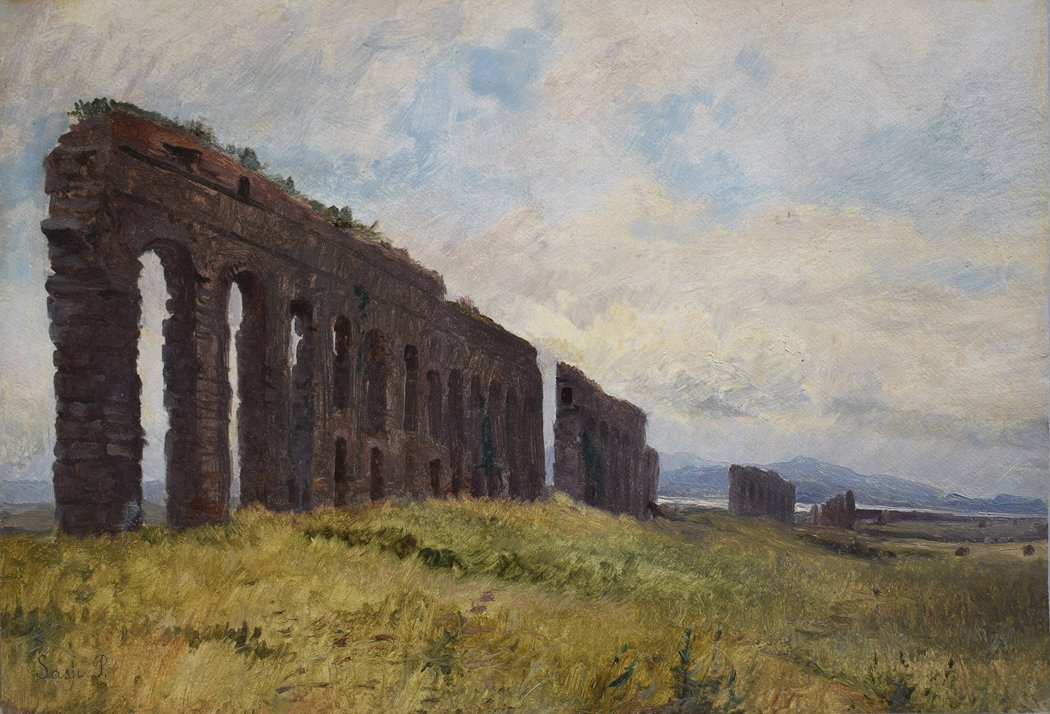
Água Cláudia pintada por Pietro Sassi na segunda metade do século XIX.

A propriedade, destinada como área verde pública no plano diretor de 1965, foi expropriada na décadade 1970 do baraccopoli ("moradores de barracos"), chamados de borghetti em Roma, que viviam em habitações precárias encostadas na Água Feliz, entre os quais dom Roberto Sardelli. Apesar de o governo italiano ter providenciado algumas obras de restauração, o local permaneceu abandonado e novas ocupações ilegais surgiam continuamente na área, considerada extremamente pobre.
Em 1986, frente à degradação da região e ao risco da especulação imobiliária, alguns cidadãos criaram o Comitato per la salvaguardia del Parco degli Acquedotti e di Roma Vecchia. Graças ao apoio de alguns intelectuais, como Lorenzo Quilici, este comitê conseguiu, em 1988, incluir a área dos aquedutos no Parco regionale dell'Appia antica. As últimas intervenções na área foram as desapropriações de algumas plantações ilegais, a reforma da estrutura hídrica e paisagística do córrego da Água Mariana e a ligação ciclo-pedestre com a região de Tor Fiscale.
Por conta de suas vistas espetaculares, este parque foi utilizado como set por diversas produções cinematográficas, entre as quais "La Dolce Vita", "Mamma Roma", "Il Marchese del Grillo", La Grande Bellezza" e a série de TV Roma.

## Descrição

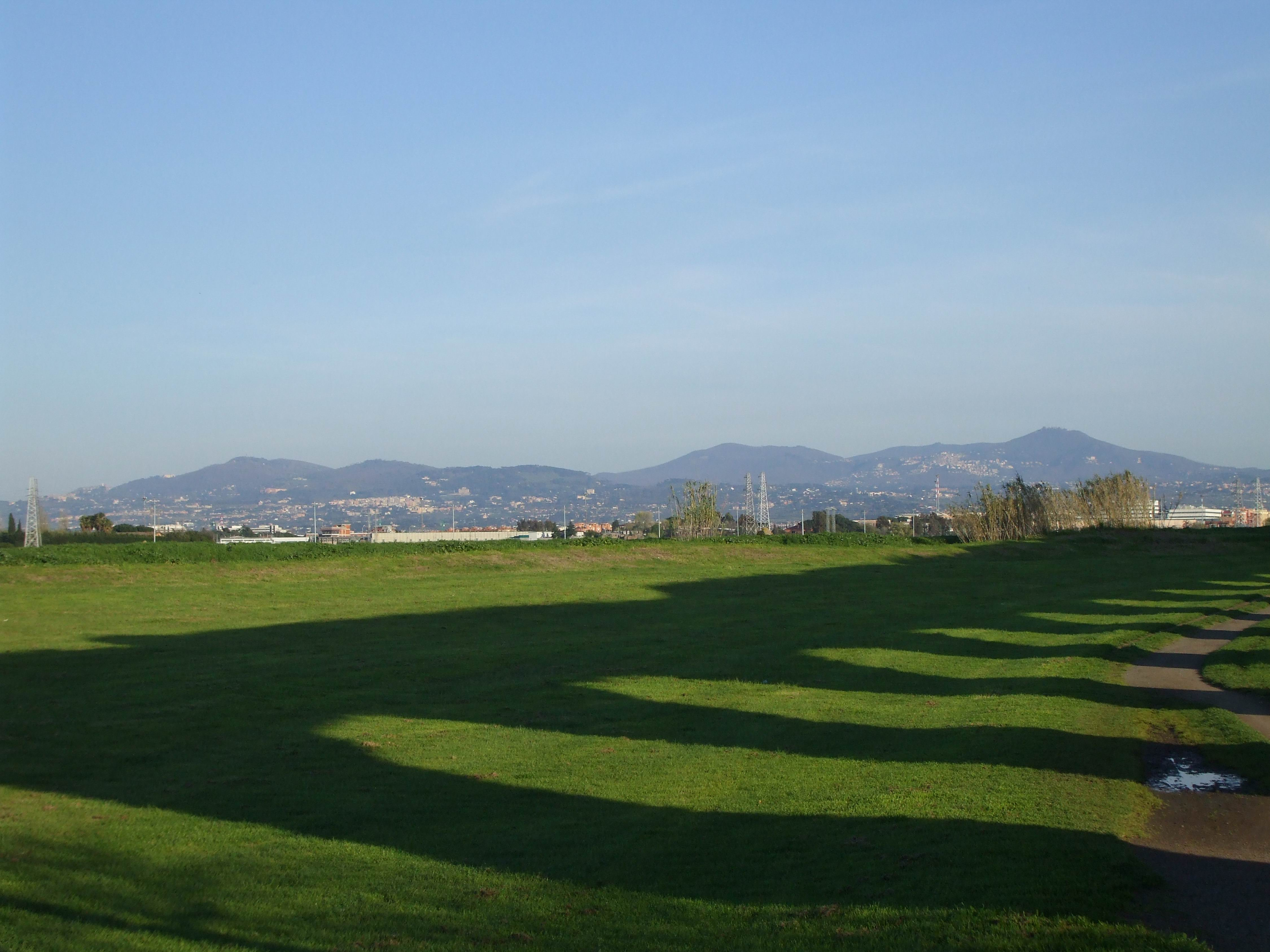
Vista na direção dos montes Albanos.

Este parque representa um resquício do antigo Agro Romano, que originalmente se estendia sem interrupções até os montes Albanos, e é rico em vegetação, especialmente pinheiros. Ali está também um pequeno lago criado pela Água Feliz e que dá origem a um riacho e a uma pequena cachoeira que acompanham o antigo córrego (em italiano:  marrana) chamada Água Mariana.
O parque propicia belas vistas na direção da região de Castelli Romani (em italiano:  Castelli Romani) e dos quartieres vizinhos, mas sofre com a disrupção provocada pela frequente passagem de aeronaves em fase de aterrissagem no vizinho Aeroporto de Ciampino. É um destino popular entre os romanos, que podem desfrutar de extensas quadras de saibro para jogging e mountain bike, bem como de várias quadras de futebol de campo, futebol de salão, tênis, rugby e golfe. Finalmente, o parque ainda abriga atividades agrícolas e pecuárias.

### Pontos de interesse
Na área do parque estão presentes diversos monumentos arqueológicos importantes além da famosa igreja de San Policarpo:
- Aquedutos Água Cláudia e Água Ânio Novo, com arcadas superpostas, ambos iniciados pelo imperador romano Calígula em 38 e terminados por Cláudio em 52;
- Aqueduto Água Feliz, construído pelo papa Sisto V entre 1585 e 1590 destruindo parte da Água Márcia, da qual poucos restos são visíveis atualmente;
- Campo Barbarico, um terreno compreendido entre a dupla intersecção das Águas Cláudia e Márcia e utilizado em 539 pelo rei dos godos Vitige durante seu famoso Cerco de Roma;
- Casale del Sellaretto, uma antiga casa cantoniera ao longo da ferrovia Roma-Ceprano de 1862;
- Casale de Roma Vecchia, do século XIII;
- Túmulo dos Cem Degraus
- Tor Fiscale, uma torre medieval que defende o cruzamento entre as arcadas das Águas Cláudia e Márcia;
- Via Latina, uma estrada romana que atravessa a região e da qual está preservado um trecho em basolato, uma rocha vulcânica típica;
- Villa dei Sette Bassi, segunda maior villa romana suburbana de Roma, atribuída a um cônsul ou prefeito romano chamado Septímio Basso[5].
- Villa delle Vignacce, atribuída a Quinto Servílio Pudente e com uma cisterna anexa.
- Córrego de Acqua Mariana, um fosso artificial criado pelo papa Calisto II em 1122.